# 卡尼亞斯縣

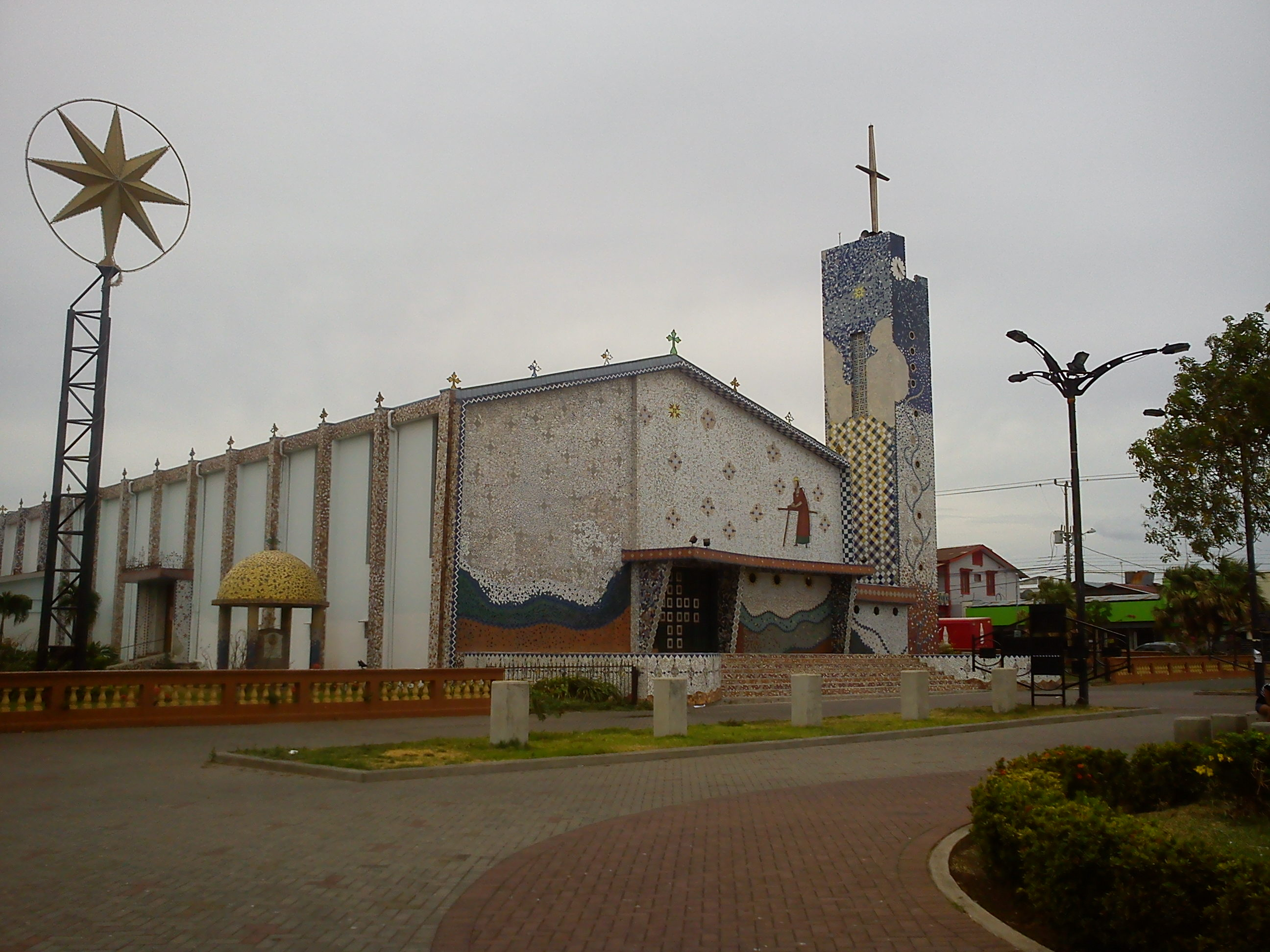

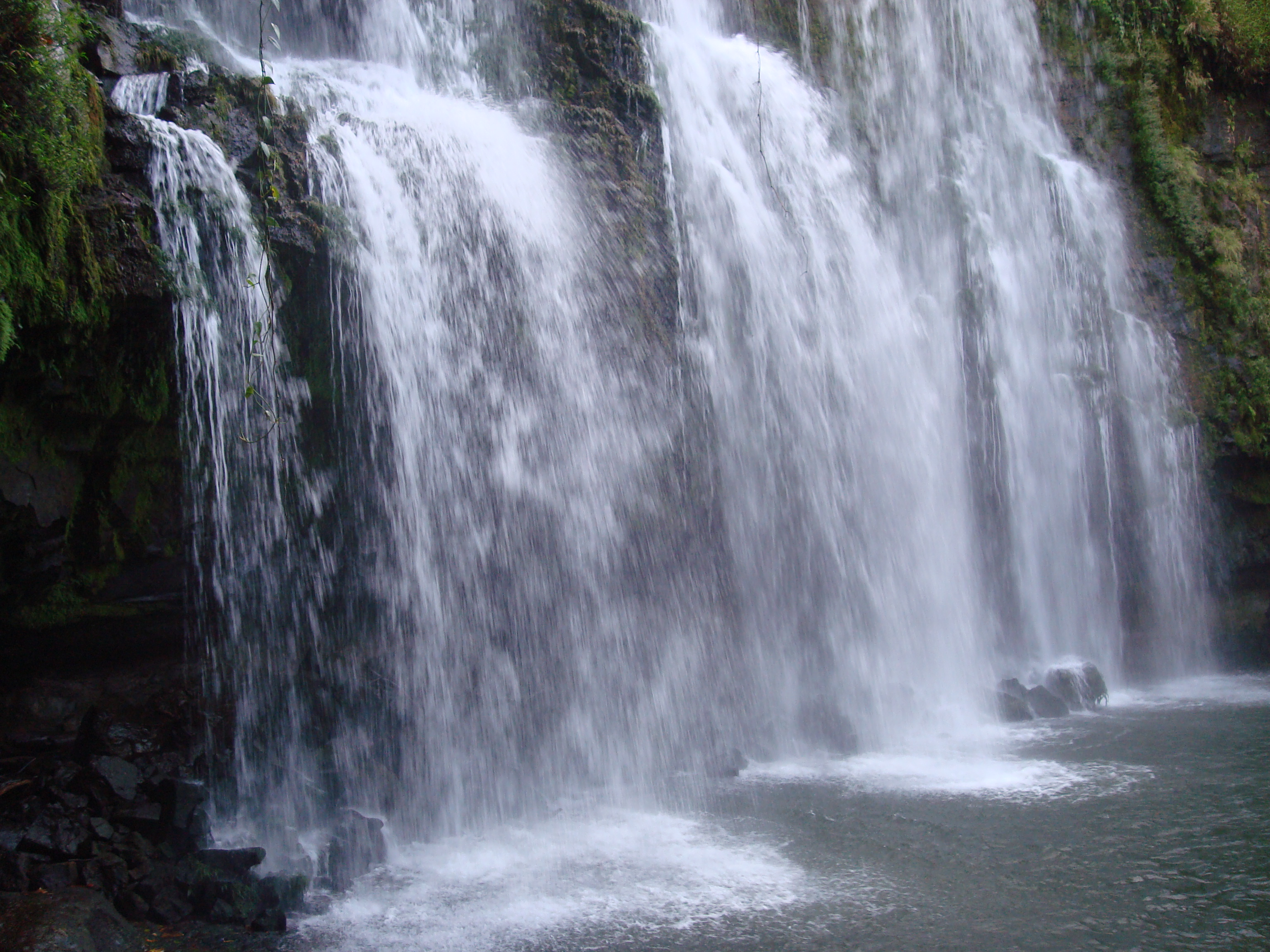

10°25′32″N 85°5′38″W / 10.42556°N 85.09389°W
卡尼亞斯縣（西班牙語：Cantón de Cañas），是哥斯達黎加的縣份，位於該國西北部，由瓜納卡斯特省負責管轄，首府設於卡尼亞斯，始建於1878年7月12日，面積682.20平方公里，海拔高度86米，2011年人口26,201人，人口密度每平方公里38.41人。